# 陈昌曙
陈昌曙（1932年7月—2011年3月），生于上海，祖籍湖南常德。中国技术哲学的开拓者，曾任中国人民大学教授、博士生导师。1954年东北大学采矿系毕业，1956年中国人民大学哲学研究生班毕业。

## 部分著作
- 《论技术》  陈昌曙 远德玉 辽宁出版社
- 《自然科学的发展与认识论》陈昌曙 （人民出版社1983年出版，获辽宁哲学科学专著一等奖）
- 《自然科学发展简史》  (1985) 陈昌曙 远德玉 辽宁科学技术出版社
- 《科学方法论丛书》 陈昌曙主编 1985 辽宁人民出版社
- 《技术选择论》 陈昌曙 远德玉 1991 辽宁出版社
- 《中日企业技术创新比较》 陈昌曙 1994 （ 东北大学出版社 )
- 《技术哲学引论》陈昌曙 （科学出版社1999年出版）
- 《可持续发展的反思》陈昌曙 （中国社会科学出版社1999年出版）
- 《陈昌曙技术哲学文集》（东北大学出版社 2002年出版
- 《陈昌曙文集：科学技术与社会卷 》《陈昌曙文集：可持续发展卷 》《陈昌曙文集：科学认识论与方法论卷 》《陈昌曙文集：技术哲学卷 》（科学出版社）
- 《自然辩证法概论新编》 陈昌曙 东北大学出版社
- 《技术哲学引论》英文版
- 《通俗哲学简编》 陈昌曙 2010 辽宁人民出版社
- 《医学·哲学杂谈》 陈昌曙 东北大学出版社